# Liste der Monuments historiques in Nousseviller-Saint-Nabor
Die Liste der Monuments historiques in Nousseviller-Saint-Nabor führt die Monuments historiques in der französischen Gemeinde Nousseviller-Saint-Nabor auf.

## Liste der Objekte
| Bezeichnung | Beschreibung            | Standort                      | Kennzeichnung | Schutzstatus | Datum | Bild |
| ----------- | ----------------------- | ----------------------------- | ------------- | ------------ | ----- | ---- |
| Ziborium    | Silber, vergoldet, 1767 | in der Kirche St-Nabor (Lage) | PM57000619    | Classé       | 1995  |      |
| Monstranz   | Silber, vergoldet, 1767 | in der Kirche St-Nabor (Lage) | PM57000618    | Classé       | 1995  |      |